# Bleekstaartcanastero
De bleekstaartcanastero (Asthenes huancavelicae) is een zangvogel uit de familie Furnariidae (ovenvogels).

## Verspreiding en leefgebied
Deze soort is endemisch in het zuidelijke deel van Centraal-Peru en telt twee ondersoorten:
- A. h. usheri: Apurímac (het zuidelijke deel van Centraal-Peru).
- A. h. huancavelicae: Ancash, Huancavelica en Ayacucho (westelijk en het zuidelijke deel van Centraal-Peru).

## Status
De grootte van de populatie is in 2021 geschat op 2500-10.000 volwassen vogels. Op de Rode lijst van de IUCN heeft deze soort de status niet bedreigd.